# Ariake (Schiff, 1995)
Die Ariake (japanisch ありあけ) war ein 1995 in Dienst gestelltes Fährschiff der japanischen Reederei A-Line Ferry. Sie wurde auf der Strecke von Tokio nach Amami-Ōshima und Naha eingesetzt. Am 13. November 2009 lief das Schiff vor Mihama in der Präfektur Mie auf Grund und kenterte.

## Geschichte
Die Ariake wurde im Januar 1995 unter der Baunummer 1013 in der Werft von Hayashikane Shipbuilding & Engineering in Shimonoseki auf Kiel gelegt und lief im Mai 1995 vom Stapel. Nach der Ablieferung an A-Line Ferry am 29. August 1995 nahm das Schiff am 16. September 1995 den Fährdienst zwischen Tokio und Amami-Ōshima sowie Naha auf. Bis Juli 2008 lief es zudem auch die Insel Yoronjima an. Die Ariake ersetzte eine gleichnamige Fähre aus dem Jahr 1986.
Am 8. September 2002 wurde die Ariake bei einem missglückten Ablegemanöver im Hafen von Tokio beschädigt, bei dem sie ein gegenüberliegendes Frachtschiff rammte.

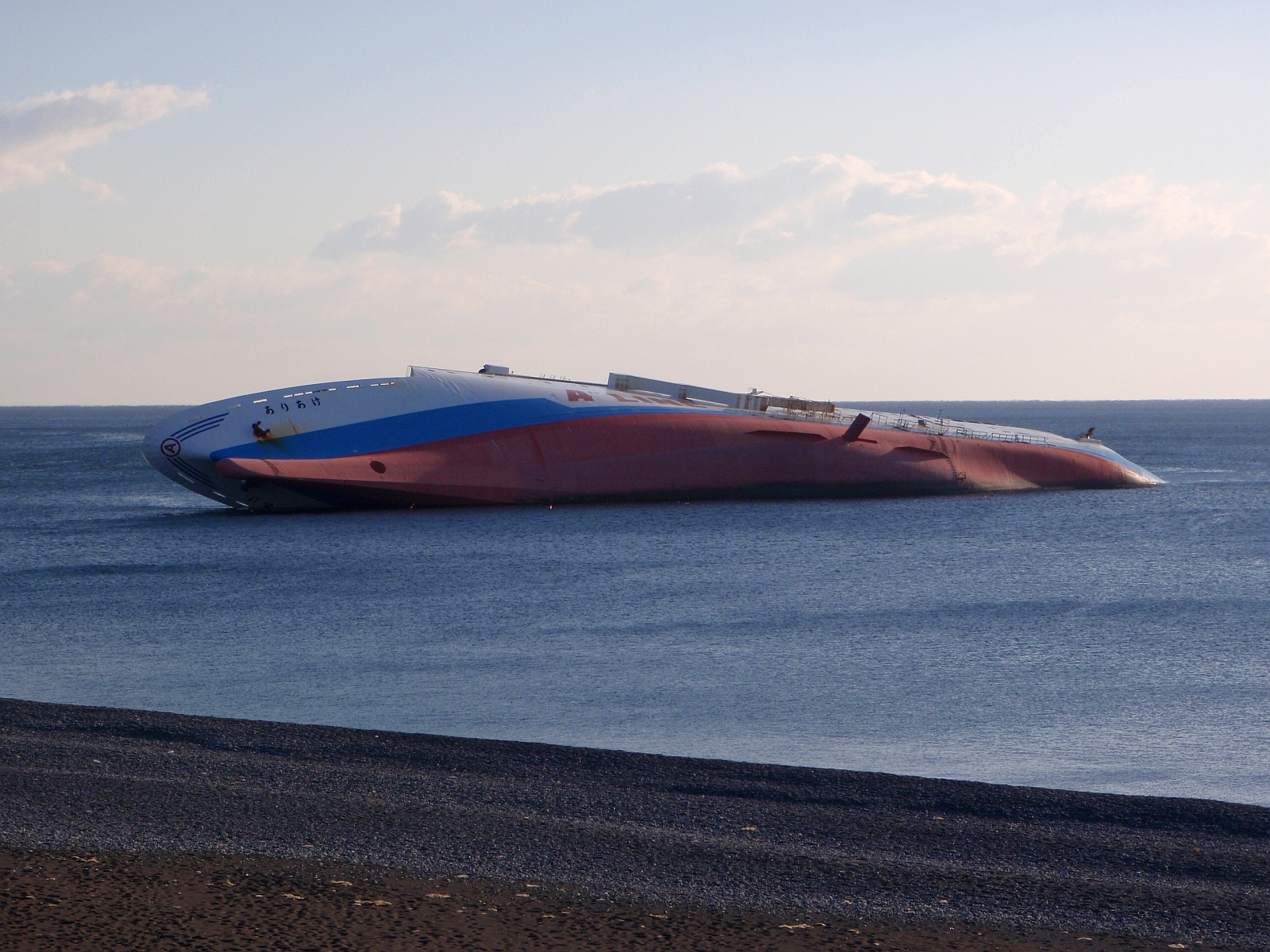
Das Wrack der Ariake im Januar 2010

Am 13. November 2009 wurde das Schiff bei stürmischer See vor der Küste der Präfektur Mie nahe der Stadt Mihama gegen 5 Uhr Ortszeit von einer großen Welle getroffen, wodurch es starke Schlagseite entwickelte und schließlich im seichten Gewässer in Ufernähe kenterte. Zum Zeitpunkt des Unglücks befanden sich an Bord lediglich 7 Passagiere und 21 Besatzungsmitglieder, die alle zuvor in Sicherheit gebracht werden konnten. In der Folgezeit kam es durch Ölaustritt am Wrack zu Umweltschäden, die unter anderem die örtliche Fischerei beeinträchtigten. 
Die Ursache für den Untergang der Ariake war vermutlich schlecht gesicherte Ladung, die nach dem Treffer durch die Welle verrutschte und das Schiff zum Kentern brachte. Ein ähnliches, wesentlich größeres Unglück ereignete sich knapp fünf Jahre später auf der koreanischen Fähre Sewol, die als Ferry Naminoue bis 2012 ebenfalls für A-Line Ferry fuhr, eine ähnliche Bauweise wie die Ariake hatte und in derselben Werft entstand. Hierbei starben mehr als 300 Menschen. Als Folge des Verlustes der Ariake wurden die Sicherheitsbestimmungen bei der Ladungssicherung an Bord der Schiffe von A-Line Ferry erhöht.
Das Wrack der Ariake wurde ab Januar 2010 vor Ort abgewrackt, die Arbeiten waren bis zum 24. Dezember desselben Jahres abgeschlossen. Die Havarie der Fähre stellte den ersten Verlust eines Schiffes im Dienst für A-Line Ferry dar.